# Prince Daye
Prince Daye   (Paynesville, 11 d'abril de 1978) és un exfutbolista liberià de la dècada de 1990.
Fou internacional amb la selecció de futbol de Libèria.
Pel que fa a clubs, destacà a SC Bastia i CD Badajoz.